# Johann Georg Seifert von Edelsheim
Johann Georg Seifert (* 1639; † 17. November 1723), (auch Seiffert, Seufert, Seuffert, Seyfahrt, Seyffert, Seyfried), seit 1673 mit dem Adelsprädikat von Edelsheim (auch Edelsheimb) wurde 1706 in den Reichsfreiherrenstand erhoben. Er ist der Stammvater derer von Edelsheim.

## Karriere
Johann Georg Seifert war der Sohn eines Bauern oder eines Müllers, angeblich aus einem „Dorf Edelsheim“ bei Würzburg. Die örtliche Herkunftsangabe ist aber unklar, da der Geburtsort nicht eindeutig identifiziert werden kann. Ein entsprechendes „Dorf“ mit genau so geschriebenem Namen gibt es heute nicht (mehr).
Er stand in Diensten der Grafschaft Hanau-Münzenberg. Hier stieg er bis zum Regierungspräsidenten und zum Kammerpräsidenten auf. Zudem war er kaiserlicher und Kurmainzer Assessor, Hofrat und Geheimer Rat. Zu seinem Todeszeitpunkt trug er den Titel: Seiner römisch-kaiserlichen Majestät Reichshofrat, kurfürstlich Mainzischer Geheimer Rat, auch gräflich hanauischer Regierungs- und Kammerpräsident.

## Das Hanauer „tolle Jahr“ 1669
Seiffert war 1669 an dem gescheiterten „Staatsstreich“ des jüngeren Bruders des Grafen Friedrich Casimir, Johann Philipp von Hanau-Lichtenberg, beteiligt. Hierbei ging es um den Kampf des hoch verschuldeten Grafen, der eine „moderne“ kamerale Politik zu betreiben versuchte (ohne das nötige Geld dafür zu haben) einerseits und seiner Agnaten andererseits, die versuchten, entgegen der überzogenen Ausgabenpolitik des Grafen, das Land zusammenzuhalten. Johann Georg Seiffert stand auf der Seite dieser auf Konsolidierung bedachten Fraktion. Ihm wurde von Graf Friedrich Casimir Hochverrat vorgeworfen. Allerdings war er rechtzeitig aus Hanau geflohen und suchte kaiserlichen Schutz gegenüber seinem Hanauer Dienstherrn, den er 1670 als Reichshofratsagent verklagte, denn der Hanauer Graf Friedrich Casimir hatte ihn und seinen weiteren Rat, Dr. Bernhard Lose, zu einer hohen Geldstrafe verurteilt. Ihre Ediktalladungen hatte der Graf an die Stadttore der Hanauer Stadtbefestigung schlagen lassen.
Graf Friedrich Casimir verfolgte Projekte wie die Gründung einer Kolonie Hanauisch-Indien, die Ansiedlung hoch profitabler Luxusindustrie, etwa der Hanauer Fayencemanufaktur, den Ankauf von Raritäten für seine Sammlung oder den Ausbau der Bildungseinrichtungen in Hanau. Dabei standen ihm Berater wie Johann Joachim Becher, Bengt Skytte oder Johann Michael Moscherosch zur Seite. Ein erheblicher Teil dieser Projekte musste aber vom Grafen vorfinanziert werden, ohne dass dieser dafür die erforderlichen Barmittel hatte. Er verschuldete sich stark, versuchte auch durch unkonventionelle Lösungen, wie das Angebot, zum römisch-katholischen Glauben überzutreten, zu Geld zu kommen und verkaufte letztendlich das Amt Rodheim bei Homburg vor der Höhe an Landgraf Georg Christian von Hessen-Homburg.
Widerstand gegen diese Politik kam vor allem aus der mehrheitlich calvinistischen Hanauer Bürgerschaft, seitens der Frau von Friedrich Casimir, Fürstin Sibylle Christine von Anhalt-Dessau, und der Vormundschaft der Nachkommen seines Bruders, Johann Reinhard II. von Hanau-Lichtenberg, den Erben der Grafschaft, Graf Philipp Reinhard und Graf Johann Reinhard III., sowie der Landgrafschaft Hessen-Kassel, die aus einem Erbvertrag von 1643 manifeste Interessen am Erhalt der Grafschaft Hanau hatte. 1669 erwirkten die Vormünder der beiden Erbgrafen, deren Mutter Anna Magdalena von Pfalz-Birkenfeld-Bischweiler sowie deren Bruder, Herzog Christian II. von Pfalz-Zweibrücken-Birkenfeld, ein Mandat des Kaisers, das Graf Friedrich Casimir entmündigte. Im Februar 1670 zwang Hessen-Kassel den Hanauer Grafen schließlich durch eine militärische Intervention und die Überreichung eines Ultimatums einzulenken. Die Regierung erfolgte nun faktisch kollektiv durch die Vormünder und Graf Friedrich Casimir gemeinsam. Die alte Regierung wurde wieder eingesetzt und auch Johann Georg Seiffert nahm seine Arbeit wieder auf, wurde zum Hofmeister befördert und stieg schließlich zum Kammerpräsidenten („Finanzminister“) und zum Chef der Regierung der Grafschaft Hanau auf. Der Hanauer Religionsrezeß vom August 1670, der einen Ausgleich zwischen Reformierten und Lutheranern schaffen sollte, wurde maßgeblich von ihm verfasst.

## Familie
Verheiratet war er mit Elisabeth von Speckhan (* 18. September 1637; † 8. April 1701), Tochter des Statius von Speckhan (* 1599; † 1679). Aus der Ehe sind drei Kinder bekannt:
- Friedrich Christian Seifert von Edelsheim (* 1669; † 1722), wie der Vater Kammer- und Regierungspräsident der Grafschaft Hanau-Münzenberg.
- Christian Reinhard.[18]
- Sabina Helena Margaretha von Edelsheim (* 27. November 1676; † 26. Januar 1701)[19] Sie war die Ehefrau des hochgräflich hanauischen Jägermeisters Philip Ludwig Wilhelm von Mauchenheim genannt Bechtolsheim.[19]
- Franziska Charlotte Dorothea (Seifert) von Edelsheim (* 23. August 1678 in Hanau, †  30. April 1722 in Hanau, begraben in der dortigen Marienkirche). Sie heiratete in Hanau am 27. November 1699 Hans Philipp Roeder von Diersburg (* 1665; † 1709), Kommandant der Oberrheinischen Kreis-Kompanie.

## Erhebung in den Adels- und Freiherrenstand
Den erblichen rittermäßigen Reichsadelsstand mit dem Prädikat von Edelsheimb erhielt Seifert als gräflich hanauischer Rat am 12. Dezember 1673 in Wien. Als kurfürstlich mainzischer Geheimer Rat und gräflich hanau-münzenbergischer Regierungspräsident erfolgte für ihn die Verleihung des erblichen Reichsfreiherrenstandes am 31. Dezember 1706 in Wien.
Als er Ritterrat der reichsfreien Ritterschaft des Oberrheins wurde, sollte er nach altem Brauch in deren Rittersaal sein Wappen mit vier flankierenden Ahnenwappen verewigen lassen. Da er wegen seiner Herkunft keine solche Ahnenwappen vorweisen konnte, ließ der wegen „seiner Wissenschaft, Klugheit und anderer Verdienste“ gerühmte Mann die vorgegebenen Wappenschilde mit den Worten ausfüllen: 1. „Deo Autore“, 2. „Caesare Directore“, 3. „Nobilitatis Favore“, 4. „Studio & Labore“. Seifert, „der sich durch seine Studia, Kriegesdienste und eine reiche Heirath emporgebracht hatte,“ ließ über den Eingang seines neu erbauten Palastes die Worte „Bonis literis, justis armis, aptis nustiis“ setzen.

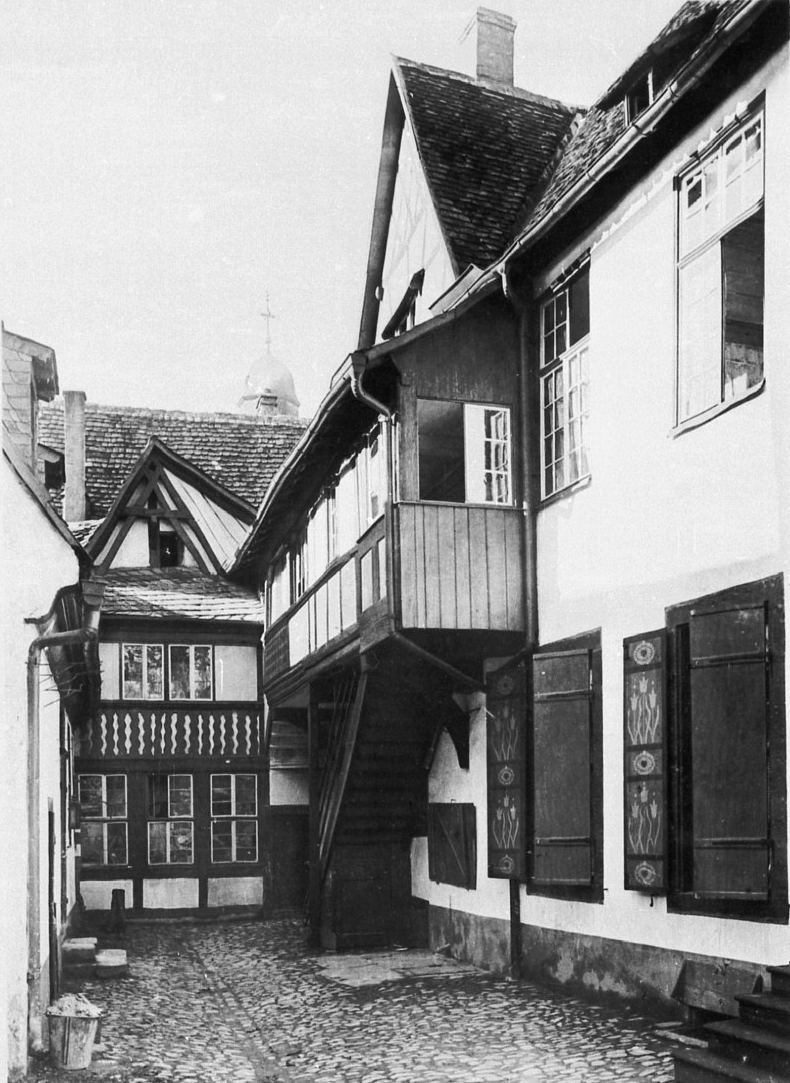
Blick in den Hof des 1945 zerstörten Edelsheimschen Palais in Hanau

## Besitzakkumulation
Zum Besitz des Johann Georg Seifert von Edelsheim gehörten:
- Edelsheimsches Palais in Hanau, eine Stadtresidenz in Nachbarschaft des Hanauer Stadtschlosses, 1945 zerstört.
- Graf Friedrich Casimir von Hanau-Lichtenberg belehnte 1674 den hanauischen Regierungs- und Kammerpräsidenten Johann Georg Seiffert von Edelsheim in Anerkennung seiner Verdienste um die Grafschaft Hanau mit dem ehemaligen Cronbergischen Lehen zu Rumpenheim. Der Kern des heutigen Rumpenheimer Schlosses in Offenbach am Main geht auf ein Herrenhaus zurück, das Johann Georg Seiffert von Edelsheim ab 1678 errichtete. Das Herrenhaus wurde später zum Mittelbau des Schlosses. Neunzig Jahre später verkaufte die Familie von Edelsheim ihr Lehen an Prinz Karl von Hessen-Kassel. Dieser erweiterte das Herrenhaus 1771 zu einem fürstlichen Landsitz.[22]
- Mitte des Jahres 1684 erlosch das Geschlecht der Mosbach von Lindenfels. Diese Familie hielt in Ueberau Lehen aus zwei verschiedenen Quellen. Schon am 23. Juni 1684 erhielt der Erbküchenmeister in Hessen, Ludwig Wilhelm von Hertingshausen, die hessischen Lehen des verstorbenen Mosbach von Lindenfels,[23] also auch den Großen Sinoltshof zu Ueberau. Die Lehen der Grafschaft Sponheim dagegen erhielt Johann Georg Seyfahrt (Seiffert) von Edelsheim.[24]
- Leonhardisches Schloss in Groß-Karben (1691–1790).
- der Junkerhof in Nachbarschaft der Burg Dorfelden.
- Hof Eich.
- Hofgut im Ortskern von Wachenbuchen.

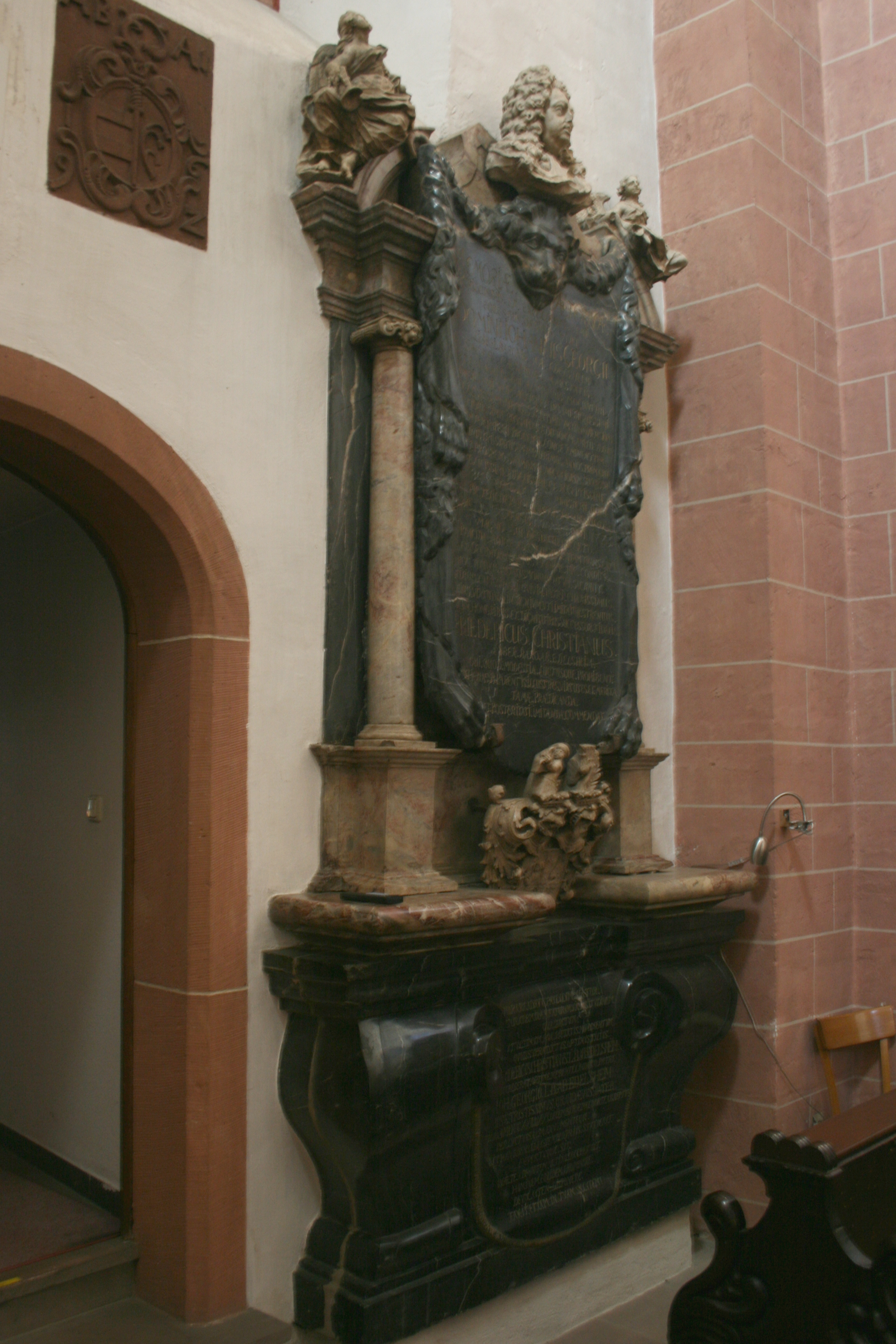
Epitaph des Johann Georg Seifert von Edelsheim in der Klosterkirche in Ilbenstadt.

## Lebensende
Johann Georg Seifert von Edelsheim starb 1723. In der Basilika St. Peter und Paul in Niddatal-Ilbenstadt befindet sich im nördlichen Querhaus sein Epitaph. Das Epitaph schuf 1719 der Frankfurter Bildhauer Bernhard Schwartzenburger. Zur Bestattung von Johann Georg Seifert von Edelsheim wurde ein Trauergedicht verfasst. Ein Kupferstich (27 × 18 cm) des Frankfurter Kupferstechers Peter Fehr (* 1681; † 1740) nach einem Bildnis von dem Hanauer Maler Johann Heinrich Appelius (* 1684; † vor 1733), um 1723, zeigt Johann Georg Seifert von Edelsheims Porträt (Büste nach viertelrechts) als kurfürstlicher Rat in Mainz und Regierungspräsident der Grafschaft Hanau-Münzenberg, darunter die Inschrift mit Wappen und Weihrauch, Globus und Zirkel. Als Allegorien sind in den oberen Winkeln des Stiches zwei Engel dargestellt, rechts unten eine Kriegerin und links unten eine trauernde Frau. (Darstellung des Epitaphs in Ilbenstadt für Johann Georg und seinen Sohn Friedrich Christian.)